# Thaisz Miklós
Thaisz Miklós (Budapest, 1980. január 23. –) oktatási szakértő, az EMMI volt köznevelési stratégiai főosztályvezetője, az Országos Köznevelési Tanács (OKNT) pedagógusszervezetek által választott tagja, a Magyar Máltai Szeretetszolgálat Iskola Alapítvány kuratóriumi elnöke.

## Életrajza
2004-ben végzett a Pázmány Péter Katolikus Egyetem Bölcsészettudományi Karán középiskolai történelem-kommunikáció szakon, 2007-ben a Budapesti Corvinus Egyetemen szerzett „Európa-szakértő” diplomát, 2010-ben pedig közoktatási vezető szakvizsgát tett a Pázmány Péter Katolikus Egyetemen.
2004–2011 között a budapesti Szent Margit Gimnázium történelem-médiaismeret tanára, 2011–2016 között az Emberi Erőforrások Minisztériumában dolgozott először az oktatásért felelős államtitkári kabinet tagjaként, majd közel három évig főosztályvezetőként a köznevelési szakterületen.
Nevéhez fűződik a 2013-ban bevezetett „pedagógus életpályamodell” kidolgozásának koordinációja.
2016. szeptember 1-je óta a Magyar Máltai Szeretetszolgálat Iskola Alapítvány ügyvezető igazgatója. A Magyar Máltai Szeretetszolgálat Iskola Alapítvány 5 óvodát, 5 általános iskolát és 3 középiskolát tart fent, amelyekbe döntően halmozottan hátrányos helyzetű gyerekek járnak. Az alapítvány missziójának tekinti a leszakadóban lévő, jelentős részben romák lakta települések felzárkóztatását. Általános iskolát tartanak fent például Tiszabőn, Tiszaburán, Gyulajon, Tarnabodon, Nyírpilisen.
2017-ben a pedagógus szakmai szervezetek megválasztották az Országos Köznevelési Tanács (OKNT) tagjává.
2020-tól a Magyar Katolikus Püspöki Konferencia delegáltjaként a Szakképzési Innovációs Tanács tagja.
2021.március 15-én  a hátrányos helyzetű településeken működő köznevelési intézmények értékalapú és innovatív fejlesztése érdekében végzett kiemelkedő munkája elismeréseként a Magyar Érdemrend lovagkeresztje polgári tagozata kitüntetésben részesítette a köztársasági elnök.